# The Final Girls
The Final Girls (Miúda Infernal (título em Portugal) ou Terror nos Bastidores (título no Brasil)) é um filme americano de comédia de terror. Tem direção de Todd Strauss-Schulson e roteiro/produção executiva de M. A. Fortin e Joshua John Miller. É estrelado por Taissa Farmiga e Malin Åkerman.
O filme teve sua estreia mundial em 13 de março de 2015 no South by Southwest. Em seguida, foi exibido no Festival Internacional de Cinema de Toronto 2015 em 19 de setembro de 2015. Foi lançado nos Estados Unidos em 9 de outubro de 2015 em um lançamento limitado e através de vídeo sob demanda pela Stage 6 Films e Vertical Entertainment.

## Sinopse
Max e seus amigos comparecem a uma exibição comemorativa de Camp Bloodbath, o filme de terror cult dos anos 80 estrelado pela falecida mãe de Max, mas eles acabam sendo misteriosamente puxados para dentro da tela após o cinema começar a pegar fogo.
Logo todos percebem que estão presos dentro do longa e precisam lidar com os monitores do acampamento em uma batalha contra o assassino que conta com um facão como arma.

## Elenco
- Taissa Farmiga como Max Cartwright
- Malin Åkerman como Amanda Cartwright / Nancy
- Alexander Ludwig como Chris Briggs
- Nina Dobrev como Vicki Summers
- Alia Shawkat como Gertie Michaels
- Thomas Middleditch como Duncan Michaels
- Adam DeVine como Kurt
- Angela Trimbur como Tina
- Chloe Bridges como Paula
- Tory N. Thompson como Blake
- Lauren Gros como Mimi
- Dan B. Norris como Billy Murphy
  - Eric Michael Carney como Billy (jovem)

## Recepção
No agregador de críticas Rotten Tomatoes, que categoriza as opiniões apenas como positivas ou negativas, o filme tem um índice de aprovação de 73% calculado com base em 70 comentários dos críticos que é seguido do consenso: "The Final Girls oferece um aceno afetuoso para tropas de terror enquanto adiciona uma surpreendente camada de emoção genuína para cumprir a meta de divertir". Já no agregador Metacritic, com base em 13 opiniões de críticos que escrevem em maioria para a imprensa tradicional, o filme tem uma média aritmética ponderada de 59 entre 100, com a indicação de "revisões médias ou mistas".

## Trilha sonora
A trilha sonora para o filme, intitulada The Final Girls: Original Motion Picture Soundtrack, caracterizando a partitura original de Gregory James Jenkins, foi lançada via download digital em 13 de novembro de 2015 pela Varèse Sarabande, antes de um lançamento em CD em 4 de dezembro de 2015.
| Lista de canções |                                                  |         |  |
| N.º              | Título                                           | Duração |  |
| 1.               | "Camp Bloodbath Trailer"                         | 1:32    |  |
| 2.               | ""You Wouldn't Catch Me Dead in a Horror Movie"" | 1:13    |  |
| 3.               | "Wakeup"                                         | 0:52    |  |
| 4.               | "Oogling's a Word. Right?"                       | 2:03    |  |
| 5.               | "Theatre Fire"                                   | 3:44    |  |
| 6.               | "92 Minutes Later"                               | 1:09    |  |
| 7.               | "The Diaphragm Van"                              | 1:32    |  |
| 8.               | "Max and Mom at Camp"                            | 2:15    |  |
| 9.               | "Mimi and the Hunky Hiker"                       | 3:22    |  |
| 10.              | "Paula"                                          | 0:13    |  |
| 11.              | "Intercuts"                                      | 3:08    |  |
| 12.              | "Genie's Outta the Bottle"                       | 1:28    |  |
| 13.              | "Billy Murphy"                                   | 2:51    |  |
| 14.              | "Car Crash"                                      | 1:41    |  |
| 15.              | "I Would Have Made a Really Great Mom"           | 1:34    |  |
| 16.              | "Puttin' It Together"                            | 0:46    |  |
| 17.              | "Depressed Dock Girls"                           | 0:56    |  |
| 18.              | "Come Home With Me"                              | 2:10    |  |
| 19.              | "Operation Boobie Trap"                          | 3:26    |  |
| 20.              | "Slooooow Moooootion"                            | 1:38    |  |
| 21.              | "Ravine"                                         | 2:11    |  |
| 22.              | "Billy's Cabin"                                  | 3:05    |  |
| 23.              | "Goodbye"                                        | 2:27    |  |
| 24.              | "The Final Girl"                                 | 2:01    |  |
| 25.              | "Camp Bloodbath Sunrise Credits"                 | 1:21    |  |
| Duração total:   | Duração total:                                   | 57:39   |  |

- Canções que não estão na trilha sonora mas aparecem no filme: "Dance Hall Days" de Wang Chung, "Bette Davis Eyes" de Kim Carnes, "Wild Heart" de Bleachers, "Mickey" de Toni Basil, "Lollipop" (1958) de The Chordettes, "Heartbreakers" de The Cold Crush Brothers, "Cherry Pie" de Warrant e "Cruel Summer" de Bananarama.

## Prêmios e indicações
| Ano  | Prêmio                                      | Categoria                                            | Indicado                         | Resultado    | Ref.   |
| ---- | ------------------------------------------- | ---------------------------------------------------- | -------------------------------- | ------------ | ------ |
| 2015 | Stanley Film Festival                       | Audience Award for Feature Film                      | The Final Girls                  | Venceu       | [ 11 ] |
| 2015 | Festival Internacional de Cinema de Toronto | People's Choice Award for Best Midnight Madness Film | The Final Girls                  | Vice-campeão | [ 12 ] |
| 2015 | Mile High Horror Film Festival              | Audience Award for Best Feature Film                 | The Final Girls                  | Venceu       | [ 13 ] |
| 2015 | Sitges Film Festival                        | Best Motion Picture                                  | The Final Girls                  | Indicado     | [ 14 ] |
| 2015 | Sitges Film Festival                        | Special Jury Award                                   | The Final Girls                  | Venceu       | [ 15 ] |
| 2015 | Sitges Film Festival                        | Best Screenplay                                      | M.A. Fortin e Joshua John Miller | Venceu       | [ 15 ] |
| 2016 | Fright Meter Awards                         | Best Screenplay                                      | M.A. Fortin e Joshua John Miller | Venceu       | [ 16 ] |
| 2016 | Fright Meter Awards                         | Best Actress in a Leading Role                       | Taissa Farmiga                   | Indicado     | [ 16 ] |
| 2016 | Fright Meter Awards                         | Best Actress in a Supporting Role                    | Malin Åkerman                    | Indicado     | [ 16 ] |
| 2016 | Fright Meter Awards                         | Best Editing                                         | Debbie Berman                    | Indicado     | [ 16 ] |
| 2016 | Fright Meter Awards                         | Best Score                                           | Gregory James Jenkins            | Indicado     | [ 16 ] |
| 2016 | Fright Meter Awards                         | Best Horror Movie                                    | The Final Girls                  | Indicado     | [ 16 ] |
| 2016 | Fangoria Chainsaw Awards                    | Best Limited Release Film                            | The Final Girls                  | Indicado     | [ 17 ] |
| 2016 | Fangoria Chainsaw Awards                    | Best Screenplay                                      | M.A. Fortin e Joshua John Miller | Indicado     | [ 17 ] |
| 2016 | Fangoria Chainsaw Awards                    | Best Supporting Actress                              | Malin Åkerman                    | Indicado     | [ 17 ] |
| 2016 | iHorror Awards                              | Best Female Performance in a Horror Film             | Malin Åkerman                    | Indicado     | [ 18 ] |
| 2016 | iHorror Awards                              | Best Horror Film                                     | The Final Girls                  | Indicado     | [ 18 ] |
| 2016 | iHorror Awards                              | Fan Favorite                                         | The Final Girls                  | Venceu       | [ 18 ] |
| 2016 | iHorror Awards                              | Best Horror Character                                | Billy Murphy                     | Indicado     | [ 18 ] |